# Alice Gabathuler
Alice Gabathuler (* 28. November 1961 in Walenstadt; heimatberechtigt in Wartau) ist eine Schweizer Autorin von Jugendbüchern und Hörspielen. Sie lebt mit ihrer Familie in Werdenberg im Kanton St. Gallen.

## Leben
Geboren und aufgewachsen in der Schweiz, war sie dort als Radiomoderatorin, Werbetexterin, Englischlehrerin und Teilhaberin einer privaten Englischschule tätig. Im Jahre 2009 gab sie ihre Anteile an der Schule an ihre Geschäftspartnerin ab, um sich verstärkt der Schriftstellerei zu widmen. Sie erhielt 2014 den Hansjörg-Martin-Preis für ihren Jugendroman no_way_out. 2016 gründete sie mit den Autoren Stephan Sigg und Tom Zai in Buchs den Verlag da bux.

## Privates
Alice Gabathuler ist verheiratet und hat zwei erwachsene Kinder.

## Auszeichnungen
- 2014: Hansjörg-Martin-Preis für no_way_out
- 2014: Kulturpreis der Stadt Buchs[4]
- 2018: S'Goldig Chrönli – 1. Platz für das Hörspiel De magisch Adventskalender; Prädikat BE (besonders empfehlenswert)
- 2018: KIM für Hundert Lügen
- 2018: S'Goldig Chrönli – 2. Platz für das Hörspiel Villa Wahnsinn und 3. Platz für das Hörspiel D’Wiehnachtskappe; beide mit Prädikat BE

## Werke
Erschienen im Thienemann-Verlag, Stuttgart/Wien:
- Blackout. 2007, ISBN 978-3-522-17872-3.
- Schlechte Karten. 2008, ISBN 978-3-522-17983-6.
- Das Projekt. 2008, ISBN 978-3-522-17984-3.
- Mordsangst. 2009, ISBN 978-3-522-20017-2.
- 50 Riesen. 2009, ISBN 978-3-522-20049-3.
- Starkstrom. 2009, ISBN 978-3-522-20017-2.
- Freerunning. 2009, ISBN 978-3-522-20111-7.
- dead.end.com. 2011, ISBN 978-3-522-20064-6.
- Matchbox Boy. 2012, ISBN 978-3-522-20159-9.
- no_way_out. 2013, ISBN 978-3-522-20178-0.
- Lost Souls Ltd., Blue Blue Eyes. 2014, ISBN 978-3-522-20204-6.
- Lost Souls Ltd., Black Rain. 2014, ISBN 978-3-522-20205-3.
- Lost Souls Ltd., White Sky. 2015, ISBN 978-3-522-20206-0.
- Lost Souls Ltd., Red Rage. 2015, ISBN 978-3-522-20207-7.
- Hundert Lügen. 2017, ISBN 978-3-522-20231-2.

Bei anderen Verlagen erschienen:
- Ich, Onkel Mike und Plan A. ArsEdition Verlag, 2016, ISBN 978-3-8458-1149-9.
- Mörderbruder. Books on Demand, 2017, ISBN 978-3-7431-6424-6.
- Marla rockt. da bux, 2022, ISBN 978-3-906876-31-3.